# Торбести скокливци
Торбестите скокливци (Heteromyidae) са семейство неотропични бозайници от разред Гризачи.

## Разпространение и местообитание
Представителите на торбестите скокливци са разпространени от югозападните щати на САЩ през цяла Централна Америка до северозападните части на Южна Америка. Основната част от видовете обитават пустинни и полупустинни райони, с ниска тревиста и храстовидна растителност и песъчлива или глинеста почва. Представителите на подсемейство Heteromyinae обитават горите.

## Описание
Подобно на гоферовите гризачи, торбестите скокливци имат торбички в бузите, където да събират храната. На външен вид и по строежа на черепа наподобяват по-скоро на скачащите мишки, отколкото на близкородствените гоферови гризачи. Задните крайници са значително по-дълги от предните. При бавно движение ползват и четирите си крайника, а при бързо движение подскачат на пръстите на задните. Опашката е сравнително дълга и често надхвърля тази на тялото. Ушните раковини при повечето са неголеми и закръглени. Очите са големи и приспособени за нощно виждане. Космената покривка е гъста и мека, а цветът и варира дори в рамките на представители на един вид и често наподобява тази на почвата в местата на обитание. Зъбната формула е {\displaystyle {\tfrac {1.0.1.3}{1.0.1.3}}}.

## Начин на живот
Активни са основно в нощните часове и привечер. През деня прекарват в дупки, които при някои видове са сложно устроени с голям брой входове. Торбестите скокливци не се славят с особена плодовитост. Годишно раждат обикновено по един път, рядко два пъти от две до осем малки. Хранят се предимно със семена, много видове консумират и насекоми. Способни са да оцеляват без да консумират вода. Повечето са активни целогодишно, но някои видове от умерените ширини изпадат в хибернация. Складират храната си в дупките под земята.

## Класификация
Семейство Торбести скокливци
- Подсемейство Heteromyinae – Бодливи джобни мишки
  - Род Heteromys
    - Вид Heteromys anomalus – Тринидадска бодлива джобна мишка
    - Вид Heteromys australis
    - Вид Heteromys catopterius
    - Вид Heteromys desmarestianus
    - Вид Heteromys gaumeri
    - Вид Heteromys goldmani
    - Вид Heteromys nelsoni
    - Вид Heteromys nubicolens
    - Вид Heteromys oasicus
    - Вид Heteromys oresterus – Планинска бодлива джобна мишка
    - Вид Heteromys teleus – Еквадорска бодлива джобна мишка

  - Род Liomys
    - Вид Liomys adspersus – Панамска бодлива джобна мишка
    - Вид Liomys irroratus – Мексиканска бодлива джобна мишка
    - Вид Liomys pictus
    - Вид Liomys salvini
    - Вид Liomys spectabilis
- Подсемейство Dipodomyinae
  - Род Dipodomys – Кенгурови плъхове
    - Вид Dipodomys agilis
    - Вид Dipodomys californicus – Калифорнийски кенгуров плъх
    - Вид Dipodomys compactus
    - Вид Dipodomys deserti – Пустинен кенгуров плъх
    - Вид Dipodomys elator – Тексаски кенгуров плъх
    - Вид Dipodomys elephantinus - Голямоух кенгуров плъх
    - Вид Dipodomys gravipes
    - Вид Dipodomys heermanni
    - Вид Dipodomys ingens – Гигантски кенгуров плъх
    - Вид Dipodomys merriami
    - Вид Dipodomys microps
    - Вид Dipodomys nelsoni
    - Вид Dipodomys nitratoides
    - Вид Dipodomys ordii
    - Вид Dipodomys panamintinus
    - Вид Dipodomys phillipsii
    - Вид Dipodomys simulans
    - Вид Dipodomys spectabilis – Знамеопашат кенгуров плъх
    - Вид Dipodomys stephensi
    - Вид Dipodomys venustus

  - Род Microdipodops – Кенгурови мишки
    - Вид Microdipodops pallidus
    - Вид Microdipodops megacephalus – Тъмна кенгурова мишка
- Подсемейство Perognathinae – Джобни мишки
  - Род Perognathus
    - Вид Perognathus alticola – Белоуха джобна мишка
    - Вид Perognathus amplus – Аризонска джобна мишка
    - Вид Perognathus fasciatus
    - Вид Perognathus flavescens
    - Вид Perognathus flavus
    - Вид Perognathus inornatus
    - Вид Perognathus longimembris – Малка джобна мишка
    - Вид Perognathus merriami
    - Вид Perognathus parvus

  - Род Chaetodipus
    - Вид Chaetodipus arenarius – Малка пустинна джобна мишка
    - Вид Chaetodipus artus
    - Вид Chaetodipus baileyi
    - Вид Chaetodipus californicus – Калифорнийска джобна мишка
    - Вид Chaetodipus dalquesti
    - Вид Chaetodipus eremicus
    - Вид Chaetodipus fallax
    - Вид Chaetodipus formosus – Дългоопашата джобна мишка
    - Вид Chaetodipus goldmani
    - Вид Chaetodipus hispidus
    - Вид Chaetodipus intermedius
    - Вид Chaetodipus lineatus
    - Вид Chaetodipus nelsoni
    - Вид Chaetodipus penicillatus – Пустинна джобна мишка
    - Вид Chaetodipus pernix
    - Вид Chaetodipus rudinoris
    - Вид Chaetodipus spinatus